# Сава Векилов
Сава Савов Векилов е български военен деец, полковник, участник в Балканските войни (1912 – 1913) и Първата световна война (1915 – 1918), командир на 2-ри пехотен искърски (1930 – 1933) и 18-и пехотен етърски полк (1934 – 1935).

## Биография
Сава Векилов е роден на 19 януари 1892 г. в Нова Загора, Източна Румелия, Османска империя. На 2 август 1912 г. завършва Военно на Негово Величество училище в 32-ри „Царски“ випуск и на 9 ноември 1912 е произведен в чин подпоручик. На 2 август 1915 е произведен в чин поручик, а на 18 септември 1917 в чин капитан.
Капитан Векилов служи в 20-и пехотен добруджански полк, като командир на рота от 83-ти пехотен полк, в 5-а допълваща част, а от 1913 г. е на служба в 18-и пехотна дружина. на 6 май 1924 г. е произведен в чин майор, а от 1926 г. е на служба в 13-a жандармерийска дружина. От 1927 г. майор Векилов е началник на Търновското бюро за доброволци. На 6 май 1928 г. е произведен в чин подполковник. През 1929 година с Министерска заповед №179 е назначен за командир на дружина във 2-ри пехотен искърски полк, от 1930 (с МЗ №163) командва 2-ра дружина от същия полк.
През 1930 година подполковник Векилов е назначен за командир на 2-ри пехотен искърски полк (МЗ №64), а през 1933 година е назначен за началник на Ловешкото военно окръжие. На 13 юни 1934 поема командването на 18-и пехотен етърски полк, на която длъжност е до 1 май 1935. На 6 май същата година е произведен в чин полковник. От 1939 година полковник Векилов е интендант на 9-а пехотна плевенска дивизия (МЗ №18), а по-късно същата година с Министерска заповед №82 е назначен за интендант на 1-ва пехотна софийска дивизия.
Полковник Сава Векилов е уволнен от служа и преминава в запаса през 1940 година.

## Военни звания
- Подпоручик (9 ноември 1912)
- Поручик (2 август 1915)
- Капитан (18 септември 1917)
- Майор (6 май 1924)
- Подполковник (6 май 1928)
- Полковник (6 май 1935)

## Награди
- Военен орден „За храброст“ IV степен 2 клас (1914)